# Jean-Pierre Guillemet
Pour les articles homonymes, voir Guillemet (homonymie).
Jean Pierre Guillemet, né le 18 janvier 1771 à Besançon (Doubs), mort le 4 décembre 1816 à Château-Thierry (Aisne), est un général français de la Révolution et de l’Empire.

## États de service
Il entre en service le 21 août 1791, au 1er bataillon de volontaires du Doubs, il passe sous-lieutenant le 12 janvier 1792 dans le 10e régiment d’infanterie et lieutenant le 5 juin 1792.
En l’an II, il se rend à l’armée des Alpes et il passe en Italie avec la 20e demi-brigade d’infanterie. Le 7 septembre 1795, il devient aide de camp du général Verne et il est nommé capitaine le 19 août 1796. Le 24 novembre 1796, il est affecté comme aide de camp du général Brune et il est élevé au grade de chef d’escadron le 12 avril 1798, au 1er régiment de hussards, tout en conservant ses fonctions auprès du général. 
Il continue à servir en Vendée, en Hollande et en Italie jusqu’à la paix de Lunéville le 9 février 1801. Le 7 octobre 1802, il accompagne son général, nommé ambassadeur à Constantinople et le 14 juin 1804, il est compris comme membre de la Légion d’honneur.
De retour en France, il est nommé colonel le 24 février 1805, premier aide-de-camp du général Brune. Il est employé sur les côtes de l’Océan et à la Grande Armée pendant les campagnes d’Autriche de Prusse et de Pologne.
Le 30 août 1808, il est nommé adjudant-commandant et il entre en Espagne avec la division de réserve du général Chabot. Il est fait officier de la Légion d’honneur le 11 mars 1810. Il assiste au siège de Tarragone en 1811, comme chef d’état-major de la division Frère. Il est créé chevalier de l’Empire le 6 août 1811. En 1812, il sert dans l’Armée d'Aragon et il est promu général de brigade le 22 juillet 1813. Le 24 février 1814, il quitte l’armée du maréchal Suchet, pour prendre le commandement d’une brigade de hussards à l’armée de Lyon. Il est fait chevalier de Saint-Louis le 29 juillet 1814.
Le 29 avril 1815, lors des Cent-Jours, le maréchal Brune le réclame auprès de lui en qualité de chef d’état-major du corps d’armée du Var, fonction qu’il exerce jusqu’au 31 juillet 1815.
Il est mis en non-activité à Château-Thierry, après le licenciement de l’armée, il y meurt le 4 décembre 1816.

## Sources
- (en) « Generals Who Served in the French Army during the Period 1789 - 1814: Eberle to Exelmans »
- Thierry Pouliquen, « Les généraux français et étrangers ayant servis [sic] dans la Grande Armée » (consulté le 26 décembre 2013)
- A. Lievyns, Jean-Maurice Verdot et Pierre Bégat, Fastes de la Légion-d'honneur, biographie de tous les décorés accompagnée de l'histoire législative et réglementaire de l'ordre, tome 5, Bureau de l’administration, 1847, 575 p. (lire en ligne), p. 387.
- (pl) « Napoléon.org.pl »